# James Cuthbert (fils)
Pour les articles homonymes, voir Cuthbert.
James Cuthbert Jr. (4 juin 1769 - 5 mars 1849) est un seigneur et un homme politique du Bas-Canada.

## Biographie

### Jeunesse
James Cuthbert est né le 4 juin 1769 dans le manoir seigneurial de Berthier. Il est le fils du seigneur James Cuthbert (père) et de sa femme Catherine Cairns. Son frère Ross Cuthbert aura également une carrière politique. Il étudie au Collège anglais de Douai en France,.

### Mariages
En 1802, il épouse Marie-Claire Fleury Fraser dans l'église anglicane Christ Church, à Montréal.En 1814, il épouse sa cousine Marie-Louise Amable-Cairns dans la paroisse catholique de Saint-Cuthbert. De cette union nait Edward Octavian Cuthbert qui deviendra un homme politique.

### Vie active
Cuthbert sert dans le 60e régiment de l'Armée britannique où il devient lieutenant en 1797. Il quitte l'armée peu de temps après.
Au décès de son père en 1798, il hérite de la seigneurie de Berthier.
Il se présente aux élections de 1792, mais est défait dans le comté de Warwick. Il sera élu député de cette circonscription en 1796, puis réélu en 1800, en 1804, en 1808, en 1809 et en 1810. En 1801 et 1803, il dépose des projets de loi pour encadrer l'esclavage au Bas-Canada, mais ceux-ci ne sont jamais adoptés. Il quitte son rôle de député en décembre 1811 en raison de sa nomination au Conseil législatif. Il y siège jusqu'à la suspension de la Constitution, le 27 mars 1838. Il siège ensuite sur le Conseil spécial du 2 avril 1838 jusqu'à l'entrée en vigueur de l'Acte d'Union, le 10 février 1841.
Entre temps, il est nommé juge de paix dans le district de Trois-Rivières et commissaire au Tribunal des petites causes en 1808. Il reprend service dans l'armée en tant qu'officier de milice durant la guerre de 1812,. Il exercera également les fonctions de visiteur des écoles pour l'Institution royale pour l'avancement des sciences,.
Il est élu membre du American Antiquarian Society en 1822.
Les registres montrent que Cuthbert a été propriétaire d'esclaves.

### Décès
Cuthbert meurt dans son manoir à Berthier le 5 mars 1849. Il est inhumé dans l'église Sainte-Geneviève-de-Berthier,.

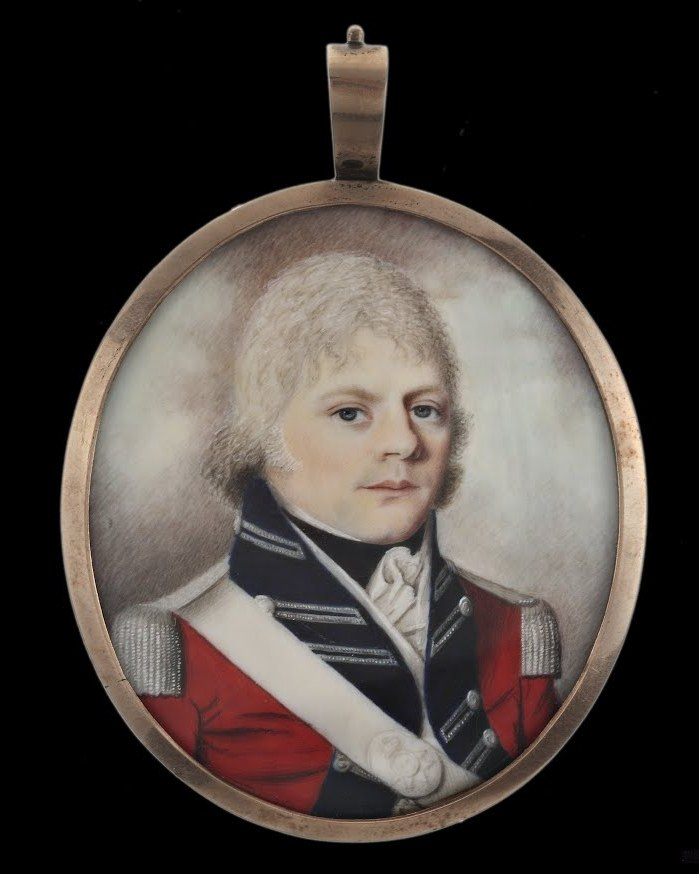
James Cuthbert Jr., lieutenant de la Royal American Regiment